# 苏扎维克区
苏扎维克区是冰岛西峽灣區的市镇。市镇面积为750平方公里，人口数量为235人（2023年）。